# Église Saint-Augustin de Paoay
Pour les articles homonymes, voir Église Saint-Augustin.
L'église Saint-Augustin (espagnol : iglesia de San Agustín ; anglais : Saint Augustine Church) est une église paroissiale catholique de la municipalité de Paoay, Ilocos Norte aux Philippines. Achevée en 1710, l'église est connue pour son architecture distinctive, caractérisée par les immenses contreforts sur les côtés et à l'arrière du bâtiment. En 1993, elle est inscrite sur la liste du patrimoine mondial de l'UNESCO comme l'un des plus beaux exemples d'églises baroques des Philippines.